# ロバート・ファース
ロバート・エドウィン・ファース(Robert Edwin Firth、1887年2月20日 - 1966年)は、イギリス・イングランドのバーミンガム市シェルトン区出身の元サッカー選手・指導者。イングランドではフットボール・リーグの6つのクラブでプレーし242試合22得点を記録した。
ポジションは2-3-5フォーメーション時代のアウトサイド・ライト、右サイドのフォワード。
引退後は指導者となり、リーガ・エスパニョーラのラシン・サンタンデールとレアル・マドリードの監督を務め、後者では1932-33年シーズンにリーグ優勝を果たした。

## 経歴

### 現役時代
ファースは地元の「バーミンガム・コーポレーション・トランスポート」と「ゴルダーズ・グリーン(Golders Green)」という二つのクラブでユースキャリアを送り、1909年にバーミンガム・シティFCへ入団した。1909-10シーズンにプロデビューし、FAカップ数試合とFL2部の9試合に出場。プロ初得点は1910年10月10日に敵地シンシル・バンクでのリンカーン・シティ戦で決めた。
翌1910-12年シーズンは18試合2得点を記録した。その後はウェリントン・タウン、ノッティンガム・フォレストFCを経て1921年6月にポート・ヴェイルFCに加入。これと前後して、リーグを中断させた第1次世界大戦でファースはイギリス陸軍・王立砲兵連隊指揮下の歩兵支援用アーム(支隊)、「王立野戦砲兵隊(RFA)」に勤務した。
ファースは1921年8月29日に本拠地オールド・レクリエーション・グラウンドでのクラプトン・オリエント戦で移籍後初得点、チームも3-0で勝利した。1921-22シーズンは計39試合5得点をマークし、1922年の「ノース・スタッフォードシャー・カップ」に優勝した。だがファースは放出されてしまい、FL3部のサウスエンド・ユナイテッドに入団。ここで37試合1得点を記録して、30歳で現役を引退した。

### 指導者時代
ファースは引退後に指導者になると、1930年から32年までリーガ・エスパニョーラのラシン・サンタンデールの監督を務めた。初年度は入れ替え戦で辛くも残留したチームに新たに招聘されたファースは、前年10チーム中最下位だったラシンをすぐに優勝争いに絡ませた。最終節まで優勝の可能性を残すなど大きく躍進させたが、得失点差で惜しくも2位に終わった。2年目の1931-1932年シーズンもは二つ順位を下げ4位であった。
その後マドリードFC(現レアル・マドリード)がファースを1932-33年シーズンの新監督として引き抜いた。前年度プリメーラ・ディビシオンを制した既存の堅い守備に加え、得点数を増加させて1節を残しマドリードをリーグ連覇に導いた。だが翌1933-1934年シーズンは2位に終わり優勝を逃した。カンペオナート・レヒオナル・セントロの2連覇や、1933年の共和国大統領杯(現コパ・デル・レイ)準優勝などの結果も残したが、全国レベルでは無冠に終わり2シーズン目で退団した。

## タイトル

### 現役時代
- ノース・スタッフォードシャー・インファーマリー・カップ優勝：1回 (1922、同時優勝)

### 指導者時代
- リーガ・エスパニョーラ優勝：1回 (1932-33)
- カンペオナート・レヒオナル・セントロ優勝：2回 (1932-1933、1933-1934)